# Ктенопома смугаста
Смугаста ктенопома (Microctenopoma fasciolatum, синонім Ctenopoma fasciolatum) — тропічний прісноводний вид африканських лабіринтових риб з родини анабасових (Anabantidae).

## Опис
Смугаста ктенопома — невеликий вид, максимальна загальна довжина становить 8,0 см. Тіло приземкувате, міцне, помірно витягнуте й помірно високе. Висота тіла в 2,25-2,33 рази менша за загальну довжину, а довжина голови — в 3,25-3,33 рази. Як на представників роду, Microctenopoma fasciolatum має відносно високе тіло, а хвостове стебло в неї майже відсутнє.
Голова велика, рило коротке, витягнуте, але закруглене на кінці. Верхня щелепа майже сягає вертикалі, опущеної від переднього краю ока. Зуби на піднебінні відсутні. Міжорбітальна відстань в 2,9-3,4 рази менша за довжину голови. Зяброві кришки зазублені, 3-4 шипи розташовані вище вирізу в зябровій кришці, ще 1-2 — нижче за нього. 8 або 9 дуже коротких зябрових тичинок на нижній частині передньої дуги.
Спинний та анальний плавці довгі, майже сягають хвостового; при цьому спинний довший за анальний. У спинному плавці 14-17 твердих і 7-10 м'яких променів, в анальному 8-11 твердих і 9-12 м'яких. Хвостовий плавець закруглений. Черевні в складеному стані досягають п'ятого або шостого твердого променя анального плавця. Довжина грудних плавців приблизно дорівнює довжині голови. Відстань між грудними та черевними плавцями в 6,0-7,2 рази менша за стандартну довжину.
25-27 лусок у бічному ряді, 11-16 у верхній, 7-11 у нижній бічній лінії. Луски вкриті дуже дрібними рисками.
Основне забарвлення мінливе, варіює від сірого до жовтувато-коричневого. Верхня частина тіла зазвичай оливково-коричнева, нижня — брудно-жовта. Малюнок на тілі визначають 6-12 широких поперечних неправильної форми рівномірно розподілених синьо-чорних смуг, значно ширших за проміжки між ними. Смуги починаються від зябрових кришок і продовжуються до основи хвостового плавця. Часто вони бувають маловиразними й не доходять до плавців. Загалом малюнок часто виглядає скоріше розмазаним, ніж смугастим. Голова «вдягнена» в темну «маску», що складається з декількох смужок того ж кольору, що й смуги на тілі, які радіально відходять від ока. Верхня частина голови темна, майже чорна.
Плавці сірувато-зелені, але можуть бути й світло-коричневими або жовтуватими. В самців непарні плавці вкриті численними темно-коричневими крапками й цятками. Грудні плавці безбарвні.
Залежно від області походження, одні самці мають виразне синє основне забарвлення, інші — коричнювате, яке лише на анальному плавці переходить у синє. Коли вони в настрої, можна побачити самців із гарним блакитним забарвленням.
Молодь виглядає менш барвистою, ніж дорослі риби, смуги в неї виступають слабко.
Самці трохи більші за самок, мають подовжені й загострені на кінці спинний та анальний плавці, більш барвисті. За цими ознаками ранньостиглих самців легко визначити вже в групі неповнолітніх риб. Однак інші самці не виявляють жодної з них аж до досягнення майже дорослого стану. Це ускладнює визначення статі в молодих риб, з часом самців може виявитись набагато більше, ніж очікувалось. З іншого боку, іноді можна побачити дуже барвистих молодих самок, особливо коли вони конкурують між собою. На перший погляд їх легко сприйняти за самців.
Зазвичай самки виростають приблизно на 10 мм меншими за самців, але загалом розмір не є чіткою статевою відмінністю. У зрілих самців задні промені анального та спинного плавців, а також промені черевних плавців витягнуті в довгі нитки. В самок ці плавці також загострені, але зазвичай не бувають ниткоподібними. Зрілу самку можна впізнати за набряклим черевцем. Загалом самки виглядають менш виразно, в забарвленні в них переважають коричнюваті кольори.
Самці та самки відрізняються головним чином за забарвленням плавців. У самців анальний, спинний, хвостовий та черевні плавці темні зі світлим цятками, в самок цятки відсутні. В дорослих самок часто можна спостерігати світло-сіру поздовжню смугу, яка проходить серединою тіла від краю зябрових кришок до хвостового стебла. Дуже добре її помітно в нерестову добу. Проте цю ознаку не можна використовувати для розрізнення статі риб, оскільки самці в нормальному стані забарвлення також можуть мати таку поздовжню смугу.
Смугасту ктенопому легко сплутати з конголезькою ктенопомою. Обидва види приблизно однакового розміру, мають спільні елементи забарвлення, меристичні показники плавців та параметри морфометрії голови. Таксономічна диференціація цих двох форм є важкою. Загалом смугаста ктенопома має вище тіло, менш розвинене хвостове стебло та не такі чіткі смуги на тілі. Хвостовий плавець у неї помітно більший, а спинний та анальний більше витягнуті в довжину. Конголезька ктенотома, як правило, має світло-коричневе забарвлення, а в смугастої ктенопоми, залежно від стану, воно може темнішати й іноді здається майже чорним.

## Поширення
Смугаста ктенопома походить з лісових районів Центральної Африки. Зустрічається в нижній та середній частині басейну річки Конго в межах Республіки Конго та Демократичної Республіки Конго, а ще в декількох річках Камеруну. Повідомлення про присутність виду в тропічній Західній Африці не підтвердились.
У дикій природі Microctenopoma fasciolatum водиться у водоймах з чистою прозорою водою, надає перевагу неглибоким місцям з густою рослинністю. Параметри води: pH 6,5-7,5; твердість 4-20 °dH; температура 24–28 °C.
Серйозних загроз існуванню виду немає.

## Утримання в акваріумі
Microctenopoma fasciolatum належить до числа небагатьох представників роду, яких тримають в акваріумах. Цю ктенопому вперше завезли до Німеччини 1912 року. Вид вельми доступний серед акваріумістів усього світу, але майже не зустрічається в магазинах через низький інтерес до представників цього роду в порівнянні з іншими рибами. Ідеальна риба для акваріумістів, що мають намір розпочати займатися африканськими лабіринтовими рибами. Вид невибагливий, стійкий і витривалий, легко розводиться, сумісний з більшістю мирних риб.
Ктенопомам пропонують просторі, добре структуровані акваріуми з густою рослинністю. Розмір акваріума має бути не менше 80 см завдовжки й приблизно 40-50 см завширшки та заввишки, для групи риб потрібно 120 літрів води й більше. Важливо забезпечити смугастих ктенопом достатньою кількістю схованок, де вони могли б знайти собі притулок. Це можуть бути кущі рослин, корчі, каміння, покладені боком керамічні горщики тощо. Риби почуваються комфортно за слабкого освітлення, тільки тоді вони виявляють своє найкраще забарвлення. Ґрунт має бути темним, рекомендується використовувати дрібний гравій або пісок, можна додати трохи торфу. Так само важливо, щоб риби мали достатньо вільного простору для плавання.
Акваріум має бути тісно накритий, оскільки ці риби чудово стрибають і швидко можуть опиниться на підлозі. Смугаста ктенопома належить до числа лабіринтових риб і через певні проміжки часу спливає до поверхні за черговим ковтком повітря. Тому важливо, щоб на поверхні води лишався вільний від рослин простір. Між поверхнею води та кришкою має бути відстань у декілька сантиметрів, це сприяє тому, щоб повітря над поверхнею води було теплим, і рибки не застудилися.
Бажано, щоб вода в акваріумі була слабко кислою й не дуже твердою, але особливих вимог у цьому плані смугаста ктенопома не висуває. Рекомендовані параметри води: показник pH 6,5-7,5, загальна твердість 4-20 °dGH, температура 20–28 °C, краще 24-26 °C. Обслуговування акваріума включає його регулярну чистку від органічних відходів та заміну частини води на свіжу. Корисною може бути фільтрація води через торф.
Смугасту ктенопому можна тримати як у видовому, так і в спільному акваріумі. На відміну від більшості інших видів ктенопом, цей вид активний удень. У товаристві більших риб поводиться мирно, цих риб можна утримувати разом невеликою групою. Тримаються в середніх та нижніх шарах акваріума. Це спокійний, але трохи лякливий вид, під час годівлі ктенопом легко можуть відтіснити більш активні сусіди. Вишукують темні закутки й найкраще почуваються в місцях з густою рослинністю. Рекомендується тримати їх у компанії мирних видів приблизно такого самого розміру, які тримаються у верхніх та нижніх шарах води.
В нерестову добу й особливо під час догляду за потомством, самці бувають дуже агресивними. Вони поводяться територіально й у стосунках між собою бувають досить грубими, за своєю поведінкою трохи нагадують макроподів. Тому для їхнього спільного утримання акваріум має бути достатньо просторим. Сутички зазвичай закінчуються пошкодженням плавців, але вони згодом заживають, без подальших ускладнень. У видовому акваріумі смугасті ктенопоми постійно ховаються, й їх не часто можна спостерігати.
Беруть усі звичайні види кормів для акваріумних риб, але відчутну перевагу надають міцним живим кормам. Смугастим ктенопомам пропонують личинок комарів та інших комах, дрібних дощових черв'яків, личинок борошняного жука, дрібних рибок. Можуть їсти також зоопланктон, заморожений і сухий корм. Рослинну їжу ігнорують. Рот у цієї риби може висовуватись. Завдяки цьому вона може проковтнути набагато більші шматки їжі, ніж можна очікувати від такої невеликої рибки.

## Розведення
Смугастих ктенопом неодноразово розводили в акваріумах. Для проведення нересту потрібне нерестовище місткістю щонайменше 50 л зі слабким освітленням, густою рослинністю, включаючи велику кількість плавучих рослин, та м'якою, слабко кислою водою. Для підвищення кондицій риб їх годують живим кормом.
Нерест стимулюють різноманітним харчуванням, зниженням рівня води, підвищенням температури на 2-3 °C, зменшенням твердості та показника pH. Рекомендовані параметри води в нерестовищі: температура 25-28 °C (хоча розведення може бути успішним і за 22 °C), твердість 2-5 °dGH, показник pH 5,5-6,8. Рівень води має бути не вище 15 см.
Нерест парний. Повних ікрою самок легко впізнати за товстим і тепер світлим черевом. Крім того, в них добре помітною стає світла поздовжня смуга.
Самець будує гніздо з бульбашок, охороняє його й доглядає за приплодом. Місце для гнізда він вибирає серед плавучої рослинності або під широким листком, що плаває на поверхні води. Якщо на поверхні немає плавучих рослин, гніздо буває великим за площею (близько 20 см в перетині), але хитким і швидко розпадається. Гніздо, що влаштоване під листком плавучої рослини, має діаметр приблизно 5 см і при цьому набагато вище (до 2 см), воно піднімає листок над поверхнею води. Окремі бульбашки відносно великі. Зазвичай самець ставить гніздо в затіненому місці. В цей час він може швидко й сильно змінювати своє забарвлення, часто протягом декількох секунд. При сильному збудження самець розправляє плавці й забарвлюється в синьо-чорні кольори. Якщо самка наближається до гнізда, самець брутально проганяє її.
З наближенням нересту поведінка риб змінюється. Самка буквально штурмує гніздо, а самець тепер мирно реагує на контакт з нею. Після натяків на спільне кружляння риби вступають в обійми: самка запливає у вигин тіла самця, а той знизу обіймає її. Самка при цьому не перевертається, а залишається в нормальному положенні, хіба що трохи її голова буває піднята до гнізда. Під час обіймів статеві отвори обох риб розташовуються тісно поруч. Після легкого здригання викидаються порція ікри та сперми. Нерест відбувається під гніздом. Прозорі як скло ікринки мають розмір близько 0,5 мм в перетині, й завдяки вмісту жиру вони повільно спливають до поверхні води. Самець ротом збирає ікринки й укладає їх до гнізда.
Було помічено, що риби нерестяться тривалий час, майже щодня відкладають по 40-60 ікринок. Загалом за один нерест самка смугастої ктенопоми може відкласти 700—1000 ікринок.
За приплодом доглядає самець. Він поводиться дуже агресивно, всі риби, що опиняються біля гнізда, зазнають нападу. Після відкладання ікри самка залишає територію під гніздом і тікає до надійної схованки. Її зазвичай забирають з нерестовища, а самець лишається охороняти гніздо, поки мальки не стануть самостійними. Личинки вилуплюються з ікри через 36-48 годин, залежно від температури. Ще за 2-3 дні в личинок вичерпуються запаси жовткового мішка, вони перетворюються на мальків, починають вільно плавати й залишають гніздо. Самця в цей момент краще відловити з акваріума, хоча загалом батьки не переслідують своє потомство, й їх не обов'язково забирати з нерестовища. В той же час є повідомлення, що старші мальки їдять своїх молодших братів і сестер.
Малят можна відразу годувати коловертками, «живим пилом», наупліусами артемій, які щойно вилупились. Досить скоро вони достатньо підростають, щоб приймати більші корми. Підняти хоча б частину виводка не становить проблем. Вже незабаром можна відрізнити молодих самців від самок за поперечними смугами.
Якщо після закінчення нересту виловити гніздо в окремий акваріум для вирощування, самець смугастої ктенопоми незабаром почне будувати нове гніздо, й пара нереститиметься знову, за умови, що вона зберегла хороші кондиції.

## Відео
- Butis butis und Microctenopoma fasciolatum Fütterung на YouTube by Johnny Zoidberg
- Microctenopoma fasciolatum (wild) bij Aquarium Speciaalzaak Utaka на YouTube by Utaka Amersfoort